# Vlasta Burian

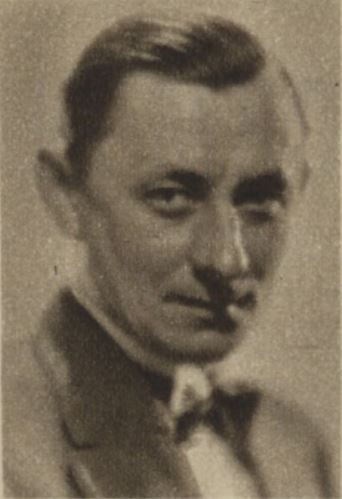
Vlasta Burian (1942)

Vlasta Burian, eigentlich Josef Vlastimil Burian, (* 9. April 1891 in Reichenberg, Österreich-Ungarn; † 31. Januar 1962 in Prag, Tschechoslowakei) war ein tschechischer Schauspieler, Komiker und Fußballspieler.

## Leben

### Herkunft und Schauspielerei
Burians Familie zog im Jahr 1900 nach Prag. Burian war zunächst Sportler, im Jahr 1923 debütierte er als Schauspieler. In vielen Filmen wurde Burian zu einem der gefeiertsten und auch reichsten Filmschauspieler der Tschechoslowakei. Sein Stil zeichnet sich durch eine Kombination aus Slapstick mit als virtuos geltender Bewegungskomik aus.
Die meisten seiner Drehbücher wurden von Emil Artur Longen geschrieben und in Szene gesetzt, gedreht hat er auch mit dem bekannten Regisseur Miroslav Cikán.
Nach der deutschen Besetzung Tschechiens 1939 konnte Burian weiterarbeiten, sein Theater wurde von der Besatzungsverwaltung gefördert, und er genoss einige Privilegien. Der tschechische Exilrundfunk in London kritisierte ihn daher. Nach Ende des Zweiten Weltkriegs wurde Burian unter dem Vorwurf der Kollaboration mehrfach inhaftiert und mehrfach angeklagt. Er verlor sein Theater und sein Vermögen. Ab Mai 1950 konnte er wieder in Provinzbühnen auftreten und erhielt wieder Rollen im Film.

### Fußballspieler
Seit seiner Kindheit spielte Vlasta Burian Fußball. Zunächst als Torwart beim kleineren Verein Saturn Žižkov, später bei Slavoj Žižkov, Union Žižkov und Viktoria Žižkov. 1914 verlor Sparta Prag aufgrund des beginnenden Ersten Weltkrieges mehrere Spieler, woraufhin Burian sich anbot, das Tor der Spitzenmannschaft zu hüten. Hatten die Mitspieler zunächst noch Bedenken, konnte Burian sie durch seine Leistung überzeugen. In den folgenden vier Jahren stand er bei Sparta Prag im Tor, wobei der Fußballsport sich immer schlechter mit seiner Tätigkeit als Schauspieler vereinbaren ließ.
Als ein Pokalspiel gegen seinen ehemaligen Verein Union Žižkov in die Verlängerung ging und Burian eigentlich längst im Theater Rokoko hätte sein müssen, wollte der Schauspieler gerade den Platz verlassen, als ein Strafstoß gegen Sparta verhängt wurde. Burian ließ sich überreden, doch noch zu bleiben, und hielt den Elfmeter, verlor allerdings seine Anstellung im Rokoko.
Auch nachdem er nicht mehr selbst gespielt hatte, war er häufig mit Sparta Prag unterwegs. In der Saison 1941/42 war er für einige Zeit Trainer bei Sparta und beschäftigte nebenbei mehrere Spieler in seinem Theater, wodurch er das Verbot des Profisports umging.

## Filmografie (Auswahl)
- 1923: Dieser Stein: Tut-anch-amon (Tu ten kámen)
- 1926: Falešná kočička (alternativ: Když si žena umíní)
- 1930: Der falsche Feldmarschall (C. a k. polní maršálek)
- 1931: Er und seine Schwester (On a jeho sestra)
- 1932: Wehe, wenn er losgelassen (To neznáte Hadimršku!)
- 1932: Anton Spelec, der Scharfschütze (Anton Špelec, ostrostřelec)
- 1934: Der Adjutant seiner Hoheit (Pobočnik jeho vysosti)
- 1935: Held einer Nacht (Hrdina jedné noci)
- 1939: An der Kasse stand er… (U pokladny stál)
- 1940: Baron Praschil (Baron Prásil)
- 1954: Der beste Mensch (Nejlepší člověk)
- 1955: Es war einmal ein König (Byl jednou jeden král)